# Rumbach (Ruhr)
Der Rumbach (im Oberlauf: Ruhmbach) ist ein etwa 7,4 Kilometer langer, rechter Zufluss der Ruhr in Essen und dann Mülheim an der Ruhr. Er ist der letzte größere Zufluss, bevor die Ruhr 12,02 Kilometer weiter in den Rhein mündet. Der Rumbach ist auf den letzten Kilometern durch die Mülheimer Innenstadt künstlich in den Untergrund verlegt worden.

## Etymologie
Auf Essener Gebiet schreibt sich der Rumbach Ruhmbach. Ab dem Zusammenfluss mit dem Steinbach jedoch ohne h, also Rumbach. Das Stadtarchiv Mülheim hat folgende Erklärung: „Bei Schneeschmelze und starken Regenereignissen setzte der Rumbach die Hauptstraßen unter Wasser. Er rumorte und bekam so seinen Namen.“ Wahrscheinlicher ist eine Ableitung vom mittelniederdeutschen Wort rūm für „geräumig, weit, offen; weiläufig, groß“.

## Geographie

### Verlauf
Der Rumbach entspringt als Ruhmbach im Essener Stadtteil Haarzopf und mündet in Mülheim in die Ruhr. Auf Essener Gebiet und auch im Mülheimer Stadtteil Holthausen fließt der Bach in seinem natürlichen oberirdischen Bett. Bis ins 19. Jahrhundert verlief der Bach auch im heutigen Stadtzentrum oberirdisch, was gerade im Unterlauf häufig für Überschwemmungen sorgte. Im Zuge der Verlagerung des Stadtkerns vom Kirchenhügel hinunter in die nördlich gelegenen Niederungen wurde der Rumbach auf seinem Weg durch die Innenstadt komplett kanalisiert und in den Untergrund verlegt. Bereits ab der Walkmühlenstraße fließt der Bach unterirdisch. Einst mündete der Rumbach in einen Kanal (Fabricks-Kanal) parallel der Ruhr, der heute zugeschüttet ist und die Ruhrstraße bildet. Hier floss er noch etwa 150 Meter und mündete erst dann in die Ruhr. Mitte des 20. Jahrhunderts wurde der Verlauf direkt zur Ruhr verlegt. Seine Mündung hat der Rumbach heute unterhalb der Ruhrpromenade im Stadthafen Mülheim an der Ruhr gegenüber der Mülheimer Stadthalle.

### Zuflüsse
Zu den Zuflüssen des Rumbachs gehören bachabwärts betrachtet:
- Steinbach (rechts)
- Gothenbach (links)
- Schlippenbach (links)

## Mühlen
Der Rumbach besaß vor allem im 19. Jahrhundert wirtschaftliche Bedeutung, was durch zahlreiche Mühlen belegt ist, welche in Mülheim zu den ältesten gewerblichen Betrieben gehören. Sie wurden im Mittelalter und der frühen Neuzeit überwiegend landwirtschaftlich, später auch gewerblich genutzt. Mühlen vor dem 19. Jahrhundert waren in der Regel Wassermühlen, welche in dieser Zeit die wirtschaftliche Grundlage der Stadt waren. Erst danach entstanden die ersten Windmühlen, im Rahmen der sich ausbreitenden Industrialisierung auch dampfgetriebene Mühlen. Wassermühlen sind in Mülheim offenbar nur mit unter- und oberschlächtigen Wasserrädern angetrieben worden.
Die meisten Mühlen im Stadtgebiet von Mülheim an der Ruhr lagen am Rumbach. Die Statistik von 1831/33 weist insgesamt 17 Mühlen im Mülheimer Stadtgebiet aus, 1849 waren es bereits 23, 1858 dann 24 Mühlen. Ende des 19. Jahrhunderts bis zum Ersten Weltkrieg begann ein Mühlensterben und in der Folgezeit hielten nur noch wenige Mühlen ihren Betrieb aufrecht. Die Mühle des Hofes Dümpel wurde bereits 1289 erwähnt, als die Betreiber ihre Einkünfte dem Kloster Saarn übertragen haben. Bis 1875 war am heutigen Kaiserplatz der Mühlenteich der 1385 erstmals urkundlich erwähnten Altenhofmühle. Aus dem gleichen Jahr stammt die Walkmühle, deren Betrieb 1934 eingestellt wurde. In den Mühlengebäuden wurde ein Ausflugslokal eingerichtet, auf dem Mühlteich konnte man Bötchen fahren. Der Mühlteich wurden 1939 zugeschüttet. Heute befindet sich dort ein Restaurant. Etwa an der Kreuzung Essener Straße/Oststraße lag noch bis Mitte des 20. Jahrhunderts die Motenhofmühle. Weitere Mühlen am Rumbach waren die aus dem 15. Jahrhundert stammende Baten- und die Neumühle in Holthausen sowie die aus dem 18. Jahrhundert stammende Mühle im Werth, an deren Platz sich heute etwa das Parkhaus des Kaufhof-Warenhauses befindet. Als letzte gab die 1498 erstmals urkundlich erwähnte Wetzmühle (auch Wetzelsmühle) am Rumbach im Jahre 1954 den Mühlenbetrieb auf. Heute bietet sie mit den erhalten gebliebenen Wohn- und Wirtschaftsgebäuden sowie dem Mühlteich einen malerischen Anblick.

## Landschaftsschutzgebiet
Heute hat der Oberlauf des Rumbachtals wesentliche Bedeutung als rund 73 Hektar großes Landschaftsschutzgebiet Rumbachtal, Gothenbach, Schlippenbach, da hier noch große Teile der Bachläufe einen naturnahen Verlauf zeigen. Schützenswert sind hier Waldabschnitte mit Rotbuchenbeständen sowie einige Biotope und damit bedrohte Tier- und Pflanzenarten.